# William Kyle Carpenter
William Kyle Carpenter, conosciuto anche come Kyle Carpenter (Jackson, 17 ottobre 1989), è un militare statunitense.
Invalido di guerra del corpo dei Marines, è il più giovane militare vivente ad aver ricevuto la Medal of Honor.

## Biografia
Il caporale Kyle Carpenter è nato a Jackson, nello Stato del Mississippi, ma è cresciuto, insieme al padre Robert e alla madre Robin, nella vicina cittadina di Flowood.
Nel febbraio 2009, all'età di 19 anni, si è arruolato nel programma di inserimento tardivo del corpo dei Marines terminando a marzo dello stesso anno il recruit training al Marine Corps Recruit Depot di Parris Island, Carolina del Sud.  In seguito ha concluso la sua formazione alla Scuola di Fanteria (School of Infantry) a Camp Geiger, sezione di Camp Lejeune, nella Carolina del Nord.
Il soldato di prima classe Kyle Carpenter ha operato, dal 2009 al 2010, come artigliere di mitragliatrice di squadra con la Fox Company, 2˚ Battaglione, 9˚ Marines, 1˚ Reggimento Marine, 1ª Divisione Marine, I Marine Expeditionary Force.

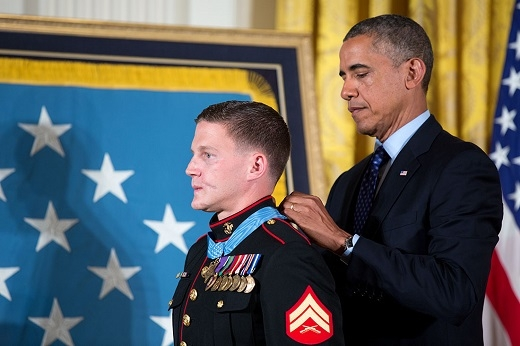
Barack Obama consegna la Medal of Honor a Kyle Carpenter

Nel luglio 2010 è stato mandato nella provincia afgana di Helmand in supporto all'Operazione Enduring Freedom. Il 21 novembre, mentre insieme alla sua squadra stava rispondendo ad un attacco talebano, è stato gravemente ferito: Carpenter si è infatti posto davanti a una bomba a mano, lanciata sul tetto dove era barricato insieme al caporale Nick Eufrazio, con l'intento di proteggere dall'esplosione il suo compagno. Con questo gesto Kyle ha assorbito il 99% dell'esplosione riportando la perdita dell'occhio destro e gravi lesioni in tutto il corpo e in particolare al viso e al braccio destro. Nelle nove settimane successive Carpenter è stato sottoposto a più di trenta operazioni chirurgiche e a più di cento ore di terapia psichiatrica presso l'ospedale militare Bethesda Naval Hospital nel Maryland.
Per il suo gesto eroico, il 19 giugno 2014 ha ricevuto dall'allora Presidente Barack Obama la Medal of Honor, cosa che lo ha reso il più giovane soldato vivente ad aver ricevuto tale onorificenza.
Nel luglio 2013 si è iscritto all'università della Carolina del Sud, laureandosi nel 2017 in studi internazionali.